# Нетека
Нетека је насељено мјесто у општини Грачац, југоисточна Лика, Република Хрватска.

## Географија
Нетека је удаљена око 39 км сјевероисточно од Грачаца.

## Историја
Нетека се од распада Југославије до августа 1995. године налазила у Републици Српској Крајини.

## Становништво
Нетека се до пописа становништва 1971. налазила у саставу бивше општине Срб, а до августа 1995. у саставу општине Доњи Лапац. Према попису становништва из 2011. године, насеље Нетека је имало 87 становника.
| Националност       | 1991. | 1981. | 1971. | 1961. |
| Срби               | 235   | 187   | 224   | 237   |
| Југословени        | 1     | 15    |       | 4     |
| Хрвати             | 1     | 2     | 5     | 6     |
| остали и непознато |       | 2     | 2     |       |
| Укупно             | 237   | 206   | 231   | 247   |

| Демографија | Демографија | Демографија |
| Година      | Становника  | Становника  |
| ----------- | ----------- | ----------- |
| 1961.       | 247         |             |
| 1971.       | 231         |             |
| 1981.       | 206         |             |
| 1991.       | 237         |             |
| 2001.       | 57          |             |
| 2011.       |             | 87          |

## Попис 1991.
На попису становника 1991. године, насељено место Нетека је имало 237 становника, следећег националног састава:
| Попис 1991.‍ | Попис 1991.‍ | Попис 1991.‍ | Попис 1991.‍ | Попис 1991.‍ |
| ----------- | ----------- | ----------- | ----------- | ----------- |
|             |             |             |             |             |
| Срби        | Срби        |             | 235         | 99,15%      |
| Југословени | Југословени |             | 1           | 0,42%       |
| Хрвати      | Хрвати      |             | 1           | 0,42%       |
| укупно: 237 |             |             |             |             |